# نور الدين الخياشي
نور الدين الخياشي ولد بتونس العاصمة في 14 ديسمبر 1918 وتوفي في 4 ماي 1987، رسام تونسي.

## ترجمته
هو نجل الرسام الهادي الخياشي وقد تلقى تكوينا فنيا متينا حيث اتجه إلى روما عام 1937 وانخرط في الأكاديمية الإيطالية للفنون الجميلة وتعلم على رسام كبار، وهو ما جعله يتبنى المدرسة الكلاسيكية التي يعتبر أحد روادها في تونس. وعاد إلى تونس عام 1941 وكانت له تجربة في معالجة اللوحات القديمة وترميمها. وفي عام 1959 أنجز عددا من أجمل لوحاته ومن بينها لوحة تونس الجديدة ولوحة الخمام، ومن أهم معارضة ذلك الذي انتظم عام 1964 وآخر عام 1982 بقاعة يحيى حيث لقيت لوحاته النجاح. لقد أبدع الخياشي برسم المحاور التقليدية مثل الطبيعة ومشاهد الحياة التقليدية بمدينة تونس. وفي عام 1983 اتجه إلى المملكة العربية السعودية حيث ترك بصماته بتكوين العديد من الرسامين.

## وصلة خارجية
- لوحة للرسام نور الدين الخياشي ضمن طابع بريدي صادر عام 1996
- لوحة «عازفة» لنور الدين الخياشي ضمن طابع بريدي صادر عام 1998
- جريدة الشرق الأوسط: التونسي مصطفى شلبي يكتب عن أعمال مواطنه الرسام نور الدين الخياشي